# Paranerice hoenei
Paranerice hoenei är en fjärilsart som beskrevs av Sergius G. Kiriakoff 1963. Paranerice hoenei ingår i släktet Paranerice och familjen tandspinnare. Inga underarter finns listade i Catalogue of Life.